# Astacilla lineata
Astacilla lineata is een pissebed uit de familie Arcturidae. De wetenschappelijke naam van de soort is voor het eerst geldig gepubliceerd in 1873 door Stebbing.